# Оливье, Лоренс
Ло́ренс Керр Оливье́, барон Оливье́ (англ. Laurence Kerr Olivier, Baron Olivier, [ˈlɒrəns ɵˈlɪvi.eɪ]; 22 мая 1907, Доркинг, Суррей, Англия, Великобритания — 11 июля 1989, Стенинг, Западный Суссекс, там же) — английский актёр и режиссёр театра и кино, один из трёх наиболее востребованных британских актёров середины XX века, наряду с Ральфом Ричардсоном и Джоном Гилгудом, доминировавшими на лондонской театральной сцене.
В репертуар Оливье входили роли и из античной драмы, и из произведений Шекспира, и из современных ему американских и британских пьес. На протяжении всей своей карьеры он снимался в кино, сыграв более пятидесяти ролей, а к её завершению добился значительного успеха и на телевидении.
После обучения в драматической школе в Лондоне в конце 1920-х годов Оливье присоединился к труппе Бирмингемского репертуарного театра. В 1930 году к нему пришёл первый успех после постановки Ноэла Кауарда «Частные жизни» в Вест-Энде. В том же году Оливье дебютировал в кино («Временная вдова»). В 1935 году сыграл в постановке «Ромео и Джульетта» вместе с Гилгудом и Пегги Эшкрофт. К концу 1930-х годов добился широкой известности в Великобритании. В 1940-х годах вместе с Ральфом Ричардсоном и Джоном Барреллом стал содиректором театральной труппы «Олд Вик». Среди его наиболее значимых ролей в этот период были Ричард III в одноимённой пьесе Шекспира и заглавная роль в трагедии Софокла «Эдип». В 1950-х сценическая карьера Оливье стала клониться к упадку. Новый подъём наступил в 1957 году с главной ролью в «Комедианте», поставленном авангардной английской театральной труппой. Эту роль он позже сыграл и в кино. С 1963 по 1973 годы был директором-основателем труппы Королевского национального театра, в которой выросли многие будущие звёзды британской сцены. Сам он сыграл главные роли в «Отелло» (1965) и «Венецианском купце» (1970).
Широко известны фильмы с участием Оливье. Из раннего творчества — «Как вам это понравится» (1936), «Грозовой перевал» (1939) и «Ребекка» (1940). В 1940-х и 1950-х годах участвовал в качестве актёра и режиссёра в трилогии, снятой по пьесам Шекспира: «Генрих V» (1944), «Гамлет» (1948) и «Ричард III» (1955). В 1960-х и 1970-х — это «Спартак» (1960), «Башмаки рыбака» (1968), «Игра на вылет» (1972), «Марафонец» (1976) и «Мальчики из Бразилии» (1978). Его телевизионные выступления включали адаптацию пьес «Луна и грош» (1960), «Путешествие долгого дня в ночь» (1973), «Кошка на раскалённой крыше» (1976) и «Король Лир» (1983), а также телефильм «Любовь среди руин» (1975) и сериал «Возвращение в Брайдсхед» (1981).
Среди наград Оливье — рыцарское звание (1947), пожизненное пэрство (1970) и орден Заслуг (1981). За свою работу на экране он получил четыре премии «Оскар», четыре премии Британской киноакадемии, пять премий «Эмми», три премии «Золотой глобус» и ещё почти сорок кинематографических наград. Режиссёр тридцати восьми театральных постановок и шести фильмов, исполнитель более ста двадцати театральных ролей, снявшийся в 58 полнометражных картинах. В его честь назван самый большой зрительный зал Королевского национального театра; в память о нём вручается премия Лоренса Оливье, ежегодно присуждаемая Лондонским театральным обществом.
Оливье был трижды женат: на актрисе Джилл Эсмонд с 1930 по 1940 годы, актрисе Вивьен Ли с 1940 по 1960 годы и Джоан Плаурайт с 1961 года до своей смерти. От двух разных жён у него было четверо детей.

## Семейное происхождение и ранние годы (1907—1924)

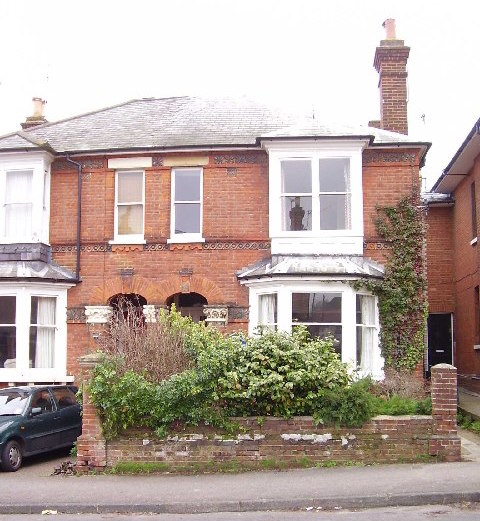
Дом на Уотен-роуд, Доркинг, Суррей, где в 1907 году родился Оливье

Лоренс Оливье родился 22 мая 1907 года в Доркинге, в графстве Суррей (Англия), младшим из трёх детей преподобного Джерарда Керра Оливье (1869—1939) и его жены Агнес Луизы Крукенден (1871—1920). Их старшими детьми были дочь Сибилла (1901—1989) и сын Джерард Дакрес «Дики» (1904—1958). Его прапрадед был по происхождению французским гугенотом, среди предков Оливье было несколько поколений протестантских священнослужителей. Несмотря на явное преобладание лиц духовного звания, в роду Оливье были и творческие личности. Отец Джерарда, Генри Арнольд Оливье (1826—1912), был священником, у которого было восемь детей. Все его сыновья добились успеха в светских занятиях: Сидней Оливье стал губернатором Ямайки, а затем министром по делам Индии, Герберт Оливье был успешным портретистом, а Генри (1850—1935) сделал военную карьеру, дослужившись до полковника. Джерард Оливье начал карьеру школьного учителя, но в тридцать лет обнаружил в себе религиозное призвание и был рукоположён в священники Церкви Англии. Он исповедовал «высокую церковь», ритуальное англиканство и любил, чтобы к нему обращались «отец Оливье». Это испортило его отношения с большинством англиканских общин, и церковные должности, которые ему предлагали, были только временными: обычно он замещал постоянных священников в их отсутствие. Для его семьи это означало кочевое существование, и первые несколько лет Лоренс никогда не жил на одном месте достаточно долго, чтобы завести друзей.
В 1912 году, когда Оливье было пять лет, его отец получил постоянную должность помощника настоятеля в церкви Святого Спасителя в Пимлико. Он занимал этот пост в течение шести лет, и жизнь семьи стала более стабильной. Оливье был предан своей матери, но не отцу, которого он считал холодным и отчуждённым родителем. Тем не менее он многому научился у него в исполнительском искусстве. В молодости Джерард Оливье подумывал о сценической карьере и был ярким проповедником. Впоследствии Оливье писал, что его отец знал, «когда умолкнуть, когда вскричать об опасностях адского пламени, когда вставить шутку, когда внезапно стать сентиментальным. Быстрые смены настроения и манер захватывали меня, и я навсегда запомнил это».
В 1916 году, после посещения ряда подготовительных школ, Оливье сдал экзамен по пению для поступления в хоровую школу церкви Всех Святых на Маргарет-стрит в центре Лондона, где уже учился его старший брат. В школе Оливье сначала чувствовал себя посторонним, но со временем адаптировался. Принятый в церкви обряд был (и остаётся) англокатолическим, с упором на ритуалы, облачения и благовония. Театральность богослужений нравилась Оливье. На занятиях викарий призывал студентов развивать вкус как к светской, так и к религиозной драме. В школьной постановке «Юлия Цезаря» в 1917 году десятилетний Оливье в роли Брута произвёл впечатление на зрителей, среди которых были Хелен Мод Холт, Сибил Торндайк и Эллен Терри. Последняя написала в своём дневнике: «Маленький мальчик, игравший Брута, уже великий актёр». Позже отмечали и другие его роли в школьных постановках: Марии в «Двенадцатой ночи» (1918) и Кэтрин в «Укрощении строптивой» (1922).
В марте 1920 года в возрасте 48 лет умерла мать Оливье, что, по его словам, положило конец «детскому раю»: «мне часто кажется, что я так и не оправился после этого», — говорил Оливье в телевизионном интервью сорок пять лет спустя.
С 1921 по 1924 год Оливье учился в школе Святого Эдуарда в Оксфорде. Он мало чем выделялся среди одноклассников до последнего года обучения, пока не сыграл Пака в школьной постановке «Сна в летнюю ночь». Его выступление стало ярким событием, которое принесло ему популярность. В январе 1924 года его брат уехал из Англии в Индию, чтобы управлять плантацией по производству каучука. Оливье очень скучал по нему и однажды спросил отца, как скоро он сможет последовать за ним. В своих мемуарах Оливье вспоминал, что отец ответил ему: «Не будь дураком, ты не поедешь в Индию, тебя ждёт сцена».

## Годы карьеры (1924—1974)

### Ранняя актёрская карьера (1924—1929)
В 1924 году Джерард Оливье сказал своему сыну, что тот должен не только поступить в Центральную школу сценической речи и драматического искусства, но и добиться стипендии, чтобы покрывать расходы на обучение и проживание. Сестра Оливье училась там и была любимицей Элси Фогерти, основательницы и директора школы. Лоренс предполагал, что именно благодаря этому Фогерти согласилась присудить ему стипендию.
Одной из сверстниц Оливье в школе была Пегги Эшкрофт, которая спустя годы вспоминала, что Лоренс «был довольно неотёсанным, его рукава были слишком короткими, а волосы стояли дыбом, но он был очень живым и весёлым». По его собственному признанию, он был не очень добросовестным учеником, но Фогерти он нравился, позже она говорила, что Оливье и Эшкрофт выделялись среди её многочисленных учеников. В 1925 году Оливье работал в небольших гастрольных труппах, пока Сибил Торндайк и её муж Льюис Кэссон не взяли его на работу в качестве исполнителя эпизодических ролей, актёра второго состава и помощника режиссёра в их лондонской труппе. Стремление Оливье говорить естественно и избегать того, что он называл «распеванием» стихов Шекспира, привело к серьёзному разочарованию в начале его карьеры, потому что критики постоянно осуждали его исполнение.
В 1926 году, по рекомендации Торндайка, Оливье присоединился к труппе Бирмингемского репертуарного театра. По словам биографа Майкла Биллингтона, бирмингемская труппа стала для Оливье «университетом», где на втором году службы он получил возможность сыграть широкий спектр важных ролей, включая Тони Лампкина в «Ночи ошибок», главную роль в «Дяде Ване» и Пароля в пьесе «Всё хорошо, что хорошо кончается». Биллингтон добавляет, что нахождение Лоренса в этой труппе привело к «пожизненной дружбе с коллегой-актёром Ральфом Ричардсоном, оказавшей решающее влияние на британский театр».
Играя главную роль в постановке пьесы «Птица в руке» в Королевском театре в июне 1928 года, Оливье познакомился с Джилл Эсмонд, дочерью актёров Генри Эсмонда и Евы Мур. Позднее Оливье описывал свои тогдашние чувства: «она, несомненно, отлично подошла бы на роль жены; в моём возрасте и с моим невыдающимся послужным списком я вряд ли смог бы добиться большего; так что я сразу влюбился в неё». Через три недели после знакомства Лоренс сделал Джилл предложение руки и сердца, но она его отклонила. В марте 1929 года Эсмонд уплыла на гастроли в Нью-Йорк, Оливье последовал за ней за собственный счёт. В течение 14 месяцев Эсмонд с успехом играла на Бродвее в спектакле «Птица в руке», получая большие гонорары, а в это время Оливье, поклявшийся никогда не покидать её, перебивался случайными актёрскими подработками, не переставая делать девушке повторные предложения. Спустя 2 года она приняла его предложение.
В 1928 году Оливье исполнил роль Стэнхоупа в премьерной постановке спектакля Роберта Шерриффа по пьесе «Конец пути» и имел большой успех. В 1929 году ему предложили роль в Вест-Эндской постановке той же пьесы, но он отказался от неё в пользу более эффектной роли в сценической адаптации романа «Beau Geste» Рена Персиваля. Газета The Guardian отметила: «Мистер Лоренс Оливье сделал всё возможное в роли Бо, но он заслуживает и будет получать лучшие роли. Мистер Оливье собирается сделать себе большое имя». До конца 1929 года Оливье сыграл в семи пьесах, и все они были недолговечными. Биллингтон приписывает эти неудачи скорее плохому выбору Оливье, чем простому невезению.

### Восходящая звезда (1930—1935)
Чтобы заработать на предстоящую свадьбу, в 1930 году Оливье сыграл небольшие роли в двух фильмах. В апреле он отправился в Берлин для съёмок англоязычной версии «Временной вдовы», криминальной комедии с Лилиан Харви, а в мае работал над комедией «Слишком много мошенников». Во время работы над вторым фильмом, за который ему заплатили 60 фунтов стерлингов, он познакомился с Лоренсом Эвансом, который стал его личным менеджером. Оливье не нравилось работать в кино, которое он называл «анемичным средством, не способным передать возвышенную актёрскую игру», но в финансовом отношении съёмки были гораздо выгоднее, чем работа в театре.
Оливье и Эсмонд поженились 25 июля 1930 года в церкви Всех Святых на Маргарет-стрит, но уже через несколько недель оба поняли, что ошиблись. Позднее Оливье писал, что брак был «довольно грубой ошибкой. Я настаивал на женитьбе из жалкой смеси религиозных и животных побуждений. Она же призналась мне, что влюблена в кого-то другого и никогда не сможет любить меня так сильно, как мне хотелось бы». Их сын Симон Тарквин родился в августе 1936 года. В будущем он стал малоизвестным киноактёром, кинопродюсером и кинорежиссёром. Оливье позже вспоминал, что после свадьбы он не вёл дневник в течение десяти лет и никогда больше не следовал религиозным обрядам, хотя считал эти факты «простым совпадением», не связанным с бракосочетанием.
В 1930 году Ноэл Кауард пригласил Оливье на роль Виктора Принна в своей новой пьесе «Частная жизнь», премьера которой состоялась в сентябре в новом театре Феникс в Лондоне. Ноэл Кауард и Гертруда Лоренс исполнили главные роли — Элиота Чейза и Аманды Принн. Виктор Принн был второстепенным персонажем, как и Сибил Чейз; автор называл их «лишними марионетками, лёгкими деревянными кеглями, существующими лишь только для того, чтобы их постоянно сбивали и снова поднимали». Чтобы сделать их достойными супругами для Аманды и Элиота, Кауард решил, что эти роли должны сыграть два выдающихся исполнителя. Оливье играл Виктора в Вест-Энде, а затем на Бродвее; Эдрианн Аллен сыграла Сибил в Лондоне, но не смогла поехать в Нью-Йорк, там эта роль досталась Эсмонд. Помимо того, что 23-летний Оливье получил свою первую успешную роль в Вест-Энде, Кауард стал для него кем-то вроде наставника. В конце 1960-х годов Оливье сказал Шеридану Морли:
Он дал мне чувство равновесия между правильным и неправильным. Он заставлял меня читать, а я раньше вообще ничего не читал. Помню, он сказал: «Так, мой мальчик, „Грозовой перевал“, „Бремя страстей человеческих“ и „Повесть о старых женщинах“ Арнольда Беннета. Этого достаточно, это три лучших. Прочти их». Я прочитал. Ноэл также сделал бесценную вещь, он научил меня не хихикать на сцене. Однажды меня уже уволили за это, и меня чуть не уволили из Бирмингема по той же причине. Ноэл вылечил меня; пытаясь рассмешить меня, научил не поддаваться этому. Мой великий триумф случился в Нью-Йорке, когда однажды вечером мне удалось рассмешить Ноэла на сцене и не захихикать самому.

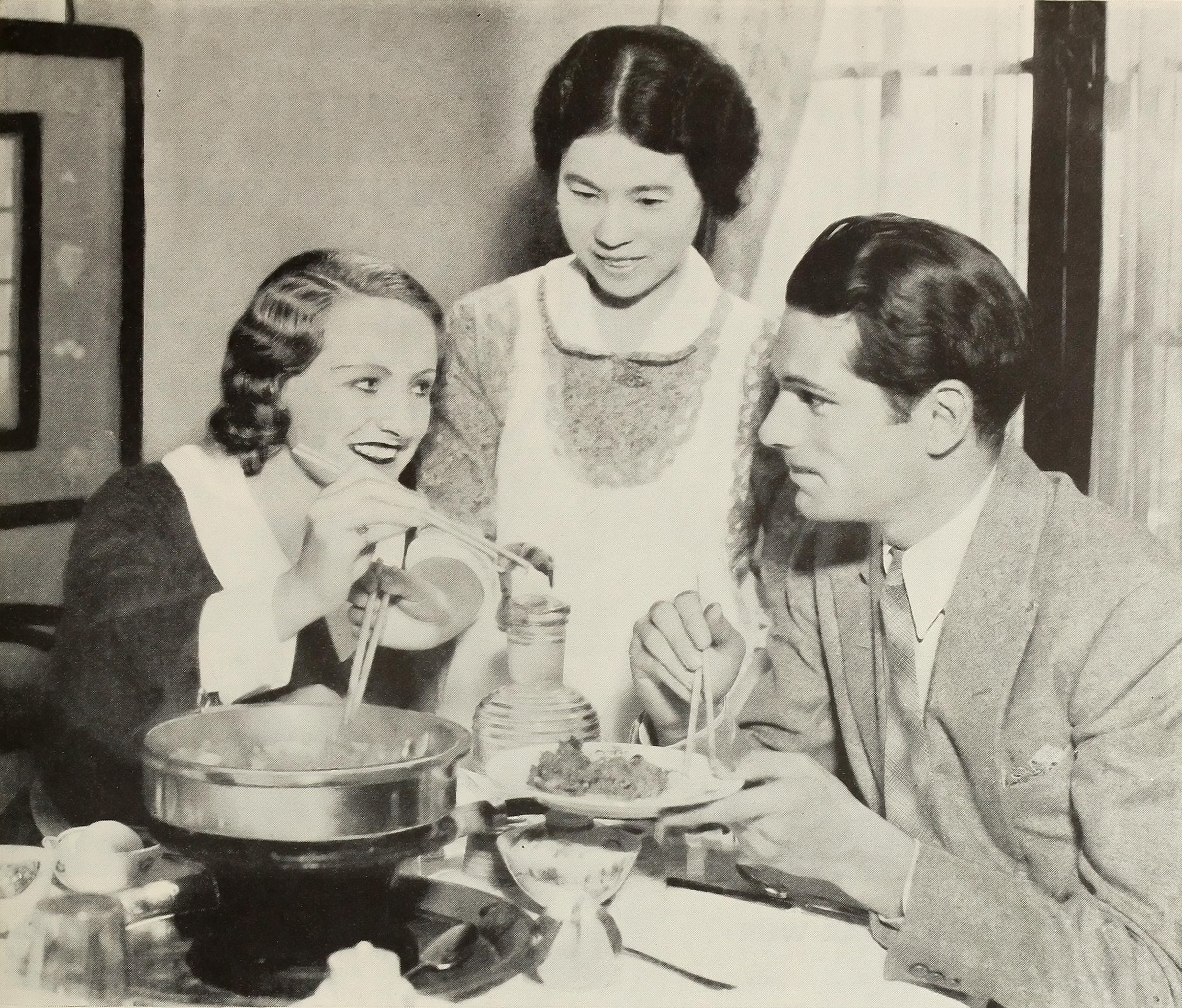
Джилл Эсмонд и Лоуренс Оливье в японском ресторане в Лос-Анджелесе (1932 год)

В 1931 году RKO Pictures предложила Оливье контракт на два фильма с оплатой 1000 долларов в неделю. Он согласился и переехал в Голливуд, несмотря на некоторые опасения. Его первым фильмом стала драма «Друзья и любовники», в которой он сыграл роль второго плана, после чего компания RKO представила его студии Fox Film для первой главной роли — британского журналиста в воюющей Российской Империи — в фильме «Жёлтый билет», вместе с Элиссой Ланди и Лайонелом Бэрримором. Историк культуры Джеффри Ричардс пишет, что студия Fox попыталась сделать из Оливье подобие актёра Рональда Колмана, усы, голос и манеры которого были «идеально воспроизведены». Чтобы завершить свой контракт с RKO, Оливье снялся в драме «Поездка на запад» (1932), оказавшейся коммерчески неудачной. Первые опыты Оливье в американском кинематографе не стали прорывом, на который он рассчитывал. Разочаровавшись в Голливуде, актёр вернулся в Лондон, где снялся в двух британских фильмах, «Прекрасное понимание» с Глорией Свенсон и «Невесёлое занятие», во втором снималась и Эсмонд. В апреле 1933 года Оливье вернулся на лондонскую сцену, сыграв в спектакле «Норвежские крысы». Предложенная Оливье роль молодого учителя-идеалиста не была центральной, однако он согласился не колеблясь, поскольку видел в ней большой драматический потенциал. Спектакль имел безусловный успех, и отношение к его игре среди критиков было исключительно благосклонным. После завершения этого спектакля в 1933 году Оливье переманили в Голливуд для съёмок с Гретой Гарбо в фильме «Королева Кристина», но заменили через две недели, так как актёрское партнёрство не сложилось.
В 1934 году Оливье сыграл в пьесе Гордона Девиота «Королева Шотландии», которая получила скромные отзывы, но привела к удачному знакомству с антрепренёром Бронсоном Элбери. Большего успеха он добился, сыграв в спектакле Ноэла Кауарда «Королевская семья» по пьесе, написанной Джорджем С. Кауфманом и Эдной Фербер. Правда, успех был омрачён тем, что он сломал лодыжку во время одного из акробатических трюков, которыми любил оживлять свои выступления.
«Мистер Оливье был примерно в двадцать раз сильнее влюблён в Пегги Эшкрофт, чем мистер Гилгуд. Но мистер Гилгуд читал бо́льшую часть стихов гораздо лучше, чем мистер Оливье... И всё же — я должен сказать то, что я думаю — спектакль больше движется огнём страсти мистера Оливье, а не мистера Гилгуда».
В 1935 году Джон Гилгуд при поддержке Элбери поставил «Ромео и Джульетту» в Новом театре, с Пегги Эшкрофт, Эдит Эванс и Оливье. Заметив потенциал Оливье в «Королеве Шотландии», Гилгуд дал ему возможность сделать большой шаг вперёд в карьере. В показах первых недель Гилгуд играл Меркуцио, а Оливье — Ромео, после чего они поменялись ролями. Постановка побила все рекорды кассовых сборов для этой пьесы, выдержав 189 представлений. Оливье был в ярости от рецензий после премьеры спектакля, которые хвалили мужественность его выступления, но сурово критиковали его произношение стихов Шекспира, противопоставляя этому мастерство Гилгуда. Несмотря на их дружбу, на протяжении всей жизни Оливье очень остро реагировал, когда их сравнивали.

### «Олд Вик» и Вивьен Ли (1936—1938)
В мае 1936 года Оливье и Ральф Ричардсон совместно срежиссировали и исполнили главные роли в новой пьесе Джона Пристли «Пчёлы на палубе». Оба актёра получили отличные отзывы, но пьеса, аллегория упадка Британии, не привлекла публику и была закрыта через четыре недели. Позже в том же году Оливье принял приглашение присоединиться к труппе «Олд Вик». Театр, расположенный к югу от Темзы, с 1912 года предлагал недорогие билеты на оперные и драматические спектакли, поставленные под руководством его владелицы Лилиан Бейлис. Её драматическая труппа специализировалась на пьесах Шекспира, и многие ведущие актёры соглашались играть там за небольшую плату только для того, чтобы развиваться в шекспировской тематике. Гилгуд состоял в труппе с 1929 по 1931, а Ричардсон с 1930 по 1932 годы. Среди актёров, к которым присоединился Оливье в конце 1936 года, были Эдит Эванс, Рут Гордон, Алек Гиннесс и Майкл Редгрейв. В январе 1937 года он исполнил главную роль в неурезанной версии «Гамлета», в которой его исполнение снова было подвергнуто критическому сравнению с исполнением Гилгуда, с большим успехом игравшего эту роль на той же сцене семью годами ранее. Айвор Браун из The Observer высоко оценил «магнетизм и мускулистость» Оливье, однако отметил, что ему не хватало «пафоса, столь богато созданного мистером Гилгудом». Рецензент из The Times счёл спектакль «полным жизненных сил», но временами «слишком лёгким… персонаж ускользает из рук мистера Оливье».
После «Гамлета» труппа представила «Двенадцатую ночь», которую режиссёр Тайрон Гатри впоследствии называл «плохой, незрелой моей постановкой, где Оливье возмутительно забавен в роли сэра Тоби, а очень молодой Алек Гиннесс возмутителен и ещё более забавен в роли сэра Эндрю». Следующим спектаклем стал «Генрих V», поставленный в мае 1937 года в честь коронации Георга VI. Пацифист, каким он тогда был, Оливье так же неохотно согласился играть короля-воина, как Гатри — режиссировать пьесу, но постановка имела успех, и Бейлис пришлось продлить спектакль с четырёх до восьми недель.
В 1936 году актёр принял участие в первой для себя кинематографической экранизации комедии Шекспира «Как вам это понравится» режиссёра Поля Циннера, «очаровательной, хотя и лёгкой постановке», по словам Майкла Брука из Британского института кино. В следующем году Оливье появился вместе с Вивьен Ли в исторической драме «Пламя над Англией». Впервые Оливье и Ли встретились в ресторане отеля «Савой» в 1936 году, в том же году у них завязался роман. Об этих отношениях Оливье позже сказал: «Я не мог удержаться от Вивьен. Ни один мужчина не мог. Я ненавидел себя за то, что изменял Джилл, но я изменял и раньше, а это было что-то другое. Это была не просто похоть. Это была любовь, о которой я не просил, но в которую был втянут». В то время как его отношения с Ли продолжались, он завёл роман с актрисой Энн Тодд.
В июне 1937 года труппа «Олд Вик» приняла приглашение показать «Гамлета» в замке Эльсинор, в котором и происходило действие согласно пьесе Шекспира. Оливье обеспечил кастинг для Ли на роль Офелии, чтобы заменить Черри Коттрел. Из-за проливного дождя представление пришлось перенести из внутреннего двора замка в бальный зал местного отеля, но играть Гамлета в «Эльсиноре» стало традицией, и за Оливье туда последовали Гилгуд (1939), Майкл Редгрейв (1950), Ричард Бёртон (1954), Кристофер Пламмер (1964), Дерек Джекоби (1979), Кеннет Брана (1988) и Джуд Лоу (2009). Вернувшись в Лондон, труппа поставила «Макбета» с Оливье в главной роли. Стилизованная постановка Мишеля Сен-Дени не понравилась критикам и публике, но Оливье всё равно получил несколько хороших отзывов среди плохих. По возвращении из Дании Оливье и Ли рассказали своим супругам о романе между ними, и настояли на разводе; Эсмонд съехала из супружеского дома и поселилась у своей матери. После того, как Оливье и Ли совершили турне по Европе в середине 1937 года, они вернулись к своим кинопроектам — «Янки в Оксфорде» для неё и «Развод леди Икс» для него — и переехали в совместное поместье в Бакингемшире.
Оливье вернулся в «Олд Вик» на второй сезон в 1938 году и сыграл Яго в «Отелло», а Ричардсон исполнил главную роль. Гатри хотел поэкспериментировать с идеей, что злодейство Яго вызвано подавленной любовью к Отелло. Зрители и большинство критиков не смогли распознать предполагаемую мотивацию Яго, а Отелло Ричардсона казался недостаточно сильным. После этого сравнительного провала труппа добилась успеха с «Кориоланом» с Оливье в главной роли. Рецензии были хвалебными, в них он упоминался наряду с такими великими предшественниками, как Эдмунд Кин, Уильям Макриди и Генри Ирвинг. Актёр Роберт Спейт охарактеризовал «Кориолана» как «первое бесспорно великое выступление Оливье». Это было последнее появление Оливье на лондонской сцене перед перерывом в шесть лет.

### Голливуд и Вторая мировая война (1938—1944)

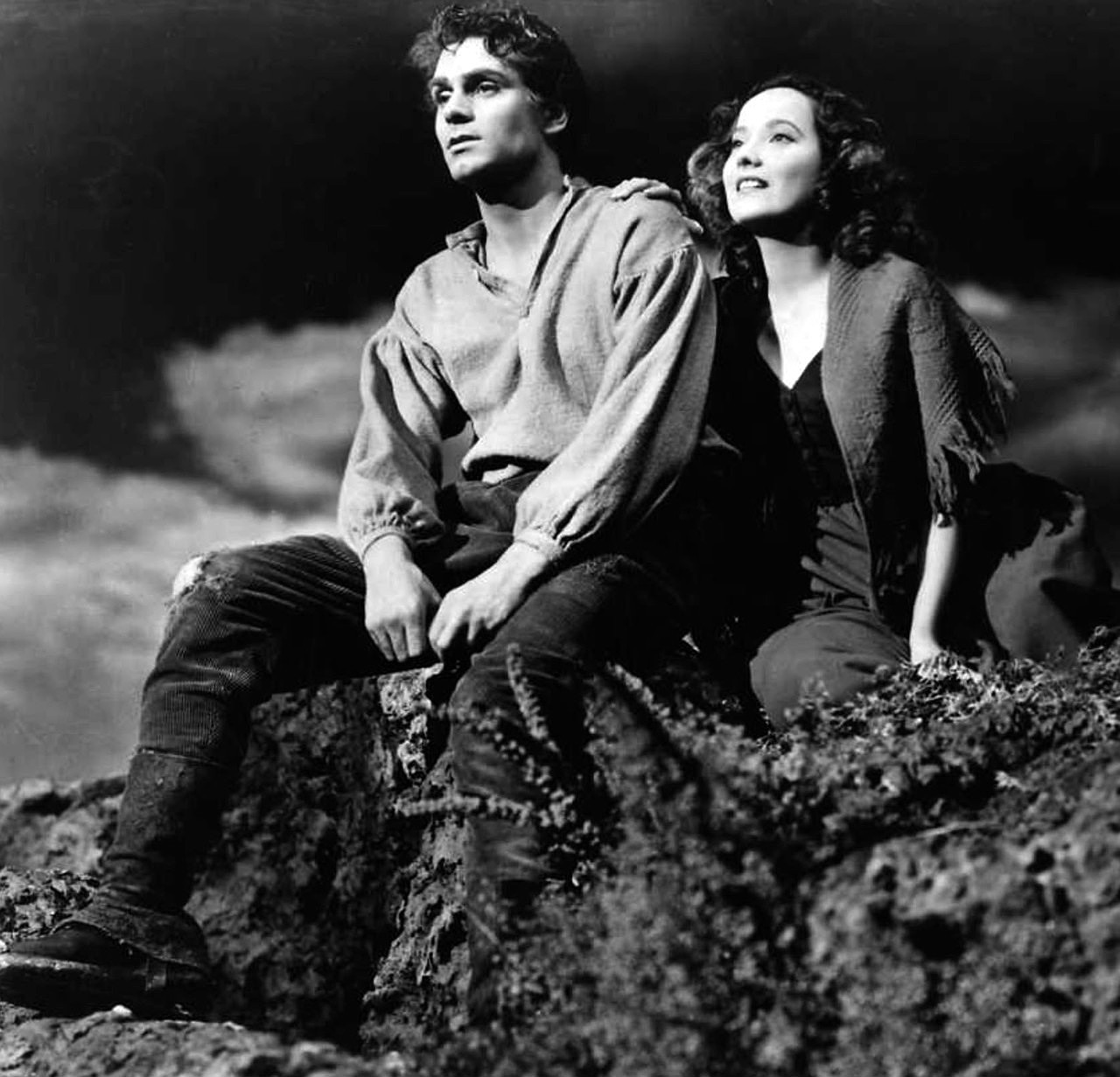
Оливье с Мерл Оберон в фильме 1939 года «Грозовой перевал»

В 1938 году Оливье вместе с Ральфом Ричардсоном принял участие в съёмках шпионского триллера «Самолёты Кью». Фрэнк Ньюджент, критик газеты The New York Times, считал, что Оливье был «не так хорош», как Ричардсон, но «вполне приемлем». В конце 1938 года, соблазнившись гонораром в 50 000 долларов, Оливье отправился в Голливуд, чтобы сыграть роль Хитклифа в фильме «Грозовой перевал» (1939) вместе с Мерл Оберон и Дэвидом Нивеном. Менее чем через месяц в Голливуд приехала и Ли, объяснив, что она приехала «отчасти потому, что тут находился Ларри, а отчасти потому, что была намерена получить роль Скарлетт О’Хара» в фильме «Унесённые ветром», на которую она в итоге была выбрана. Оливье не получал удовольствия от съёмок в «Грозовом перевале», и его отношение к киноактёрской игре в сочетании с неприязнью к Оберон привели к напряжённости на съёмочной площадке. Режиссёр Уильям Уайлер был строгим руководителем, и Оливье научился прятать то, что Биллингтон назвал его «театральной оболочкой», и заменять её «осязаемой реальностью». Получившийся фильм имел коммерческий и художественный успех, что принесло Лоренсу номинацию на премию «Оскар» за лучшую мужскую роль и создало репутацию в кинематографе. Кэролайн Лежен, критик из The Observer, считала, что «угрюмое лицо Оливье, резкий стиль и тонкое высокомерие по отношению к миру в полной мере соответствовали этой роли», а рецензент The Times писал, что Оливье «является хорошим воплощением Хитклифа, впечатляющим в человеческом плане, отлично произносящим свои реплики, и всегда одновременно романтичным и живым».

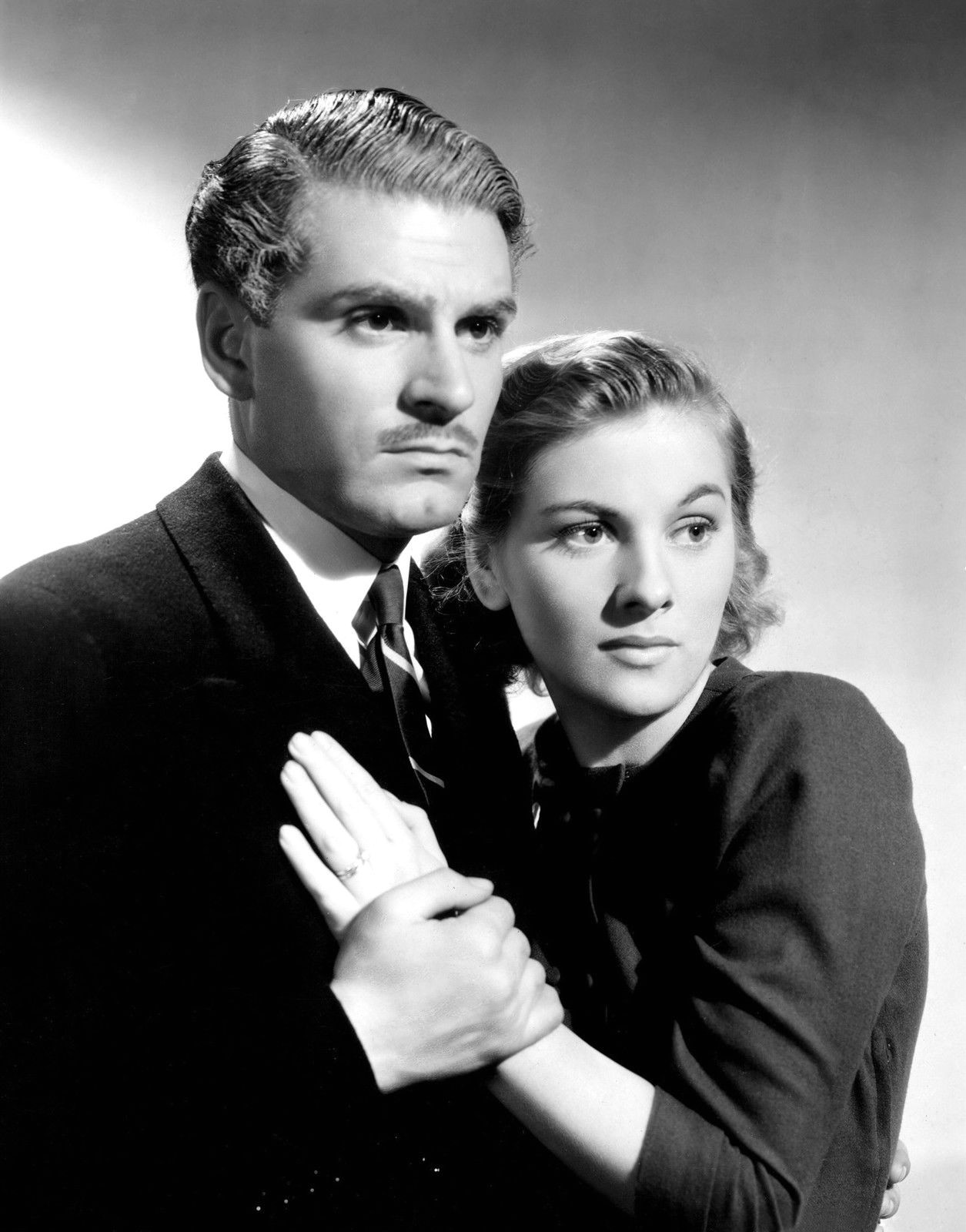
Оливье с Джоан Фонтейн в фильме 1940 года «Ребекка»

После короткого пребывания в Лондоне в середине 1939 года пара вернулась в Америку, Ли для съёмок последних дублей «Унесённых ветром», а Оливье для подготовки к съёмкам фильма Альфреда Хичкока «Ребекка». Они надеялись сняться в «Ребекке» вместе, но продюсер Дэвид Селзник выбрал на роль миссис де Винтер Джоан Фонтейн — не только потому что она больше подходила, но и чтобы держать Оливье и Ли порознь, пока они не оформят разводы со своими супругами. Следом за «Ребеккой» Оливье снялся в фильме «Гордость и предубеждение» (1940) в роли мистера Дарси. К его разочарованию, роль Элизабет Беннет сыграла Грир Гарсон, а не Ли. Он получил хорошие отзывы за оба фильма и чувствовал себя более уверенно на экране, чем в своих ранних работах. В январе 1940 года Оливье и Эсмонд получили официальный развод. В феврале, после очередной просьбы Ли, её муж также подал заявление о расторжении брака.
На сцене Оливье и Ли сыграли главные роли в спектакле «Ромео и Джульетта» на Бродвее. Эта постановка была экстравагантна, но коммерчески неудачна. Брукс Аткинсон из The New York Times хвалил декорации, но не актёрскую игру: «хотя мисс Ли и мистер Оливье красивые молодые люди, но они почти не играют своих ролей». Пара вложила в этот проект почти все свои сбережения, и его провал стал серьёзным финансовым ударом. Они поженились 31 августа 1940 года на ранчо Сан-Исидро в Санта-Барбаре.
Война в Европе шла уже год и складывалась неудачно для Британии. После свадьбы Оливье хотел помочь в военных действиях. Он позвонил Даффу Куперу, министру информации при Уинстоне Черчилле, в надежде получить должность в его департаменте. Купер посоветовал ему оставаться на месте и поговорить с режиссёром Александром Кордой, который по указанию Черчилля находился в США и имел связи с британской разведкой. Корда при поддержке и участии Черчилля снял фильм «Леди Гамильтон» с Оливье в роли Горацио Нельсона и Ли в заглавной роли. Согласно Британскому институту кино (BFI), фильм, в котором наполеоновская угроза была метафорой для угрозы гитлеровской, был расценён критиками как «плохое историческое кино, но хорошая пропаганда». В накалённой политической атмосфере владельцы студии Сэмюэл Голдвин и Сесил Блаунт Демилль были настолько обеспокоены безопасностью Оливье, что предоставили ему охрану.
По завершении съёмок Оливье и Ли вернулись в Великобританию. В течение года Оливье учился пилотировать и к моменту отъезда из Америки налетал почти 250 часов. Он намеревался вступить в Королевские ВВС, но вместо этого снялся в ещё одном пропагандистском фильме «49-я параллель», озвучивал короткометражки для Министерства информации и поступил на службу в ВВС флота, где уже служил Ричардсон. Оливье и Ли поселились в коттедже недалеко от RNAS Worthy Down, где он тренировался с учебной эскадрильей. Ноэл Кауард, посетивший пару, счёл, что Лоренс выглядит несчастным. Оливье проводил много времени, участвуя в радиопередачах и выступая с речами для укрепления боевого духа, а в 1942 году его пригласили сняться в ещё одном пропагандистском фильме «Полурай», в котором он сыграл советского инженера, помогающего улучшить российско-британские отношения.
В 1943 году по заказу Министерства информации Оливье начал работать над «Генрихом V». Первоначально он не собирался брать на себя режиссёрские обязанности, но в итоге стал и режиссёром, и продюсером, и исполнил главную роль. Ему помогал итальянский интернированный кинопродюсер Филиппо Дель Джудиче, который был освобождён, чтобы вести пропаганду в пользу союзников. Было принято решение снимать боевые сцены в нейтральной Ирландии, где было легче найти 650 статистов. Джон Бетчеман, пресс-атташе посольства Великобритании в Дублине, сыграл ключевую роль в решении всех вопросов с ирландским правительством. Фильм вышел на экраны в ноябре 1944 года. Брук писал для BFI, что это было «слишком поздно для призыва к оружию во Второй мировой войне, но было мощным напоминанием о том, что́ защищала Британия». Музыку к фильму написал Уильям Уолтон. По словам музыкального критика Майкла Кеннеди, «эта партитура стоит в одном ряду с лучшими произведениями киномузыки». Уолтон также написал музыку для следующих двух шекспировских адаптаций Оливье, «Гамлета» (1948) и «Ричарда III» (1955). «Генрих V» был тепло принят критиками. Рецензент газеты The Manchester Guardian писал, что фильм сделан двумя искусными руками — «рукой нового искусства и рукой старого гения», и охарактеризовал его как «триумфальный». По мнению критика газеты The Times, Оливье «играл Генриха на высокой, героической ноте, и не было никакого опасения, что он сфальшивит», а картина стала «триумфом кинематографа». Картина была номинирована на «Оскар», в том числе за лучший фильм и лучшую мужскую роль, но вместо этого Оливье был удостоен премии за выдающиеся заслуги в кинематографе.

### Совместное руководство Олд Вик (1944—1948)

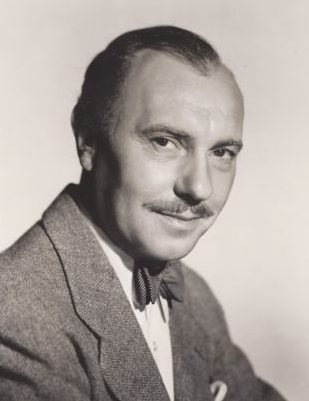
Ральф Ричардсон в 1949 году

На протяжении всей войны Тайрон Гатри стремился сохранить труппу Олд Вик, даже после того, как немецкие бомбардировки в 1942 году почти полностью разрушили театр. Небольшая труппа гастролировала по провинциям во главе с Сибил Торндайк. В 1944 году, когда ход войны изменился, Гатри решил, что пришло время восстановить труппу в Лондоне, и пригласил Ричардсона возглавить её. В качестве условия Ричардсон предложил разделить управление труппой между триумвиратом. Сначала он назвал в качестве своих коллег Гилгуда и Оливье, но первый отказался, сказав: «Это было бы катастрофой, Вам пришлось бы проводить всё своё время в качестве судьи между Ларри и мной». В конечном итоге было решено, что третьим участником будет режиссёр-постановщик Джон Баррелл. Триумвират подобрал здание для первого сезона и набрал труппу. К ним присоединились Харкорт Уильямс, Маргарет Лейтон и Джойс Редман. Было решено открыть сезон четырьмя пьесами: «Пер Гюнт», «Оружие и человек», «Ричард III» и «Дядя Ваня». Оливье исполнял роли пуговичного мастера, Сергея Саранова, Ричарда III и врача Астрова; Ричардсон играл Пера Гюнта, капитана Блюнчли, графа Ричмонда и дядю Ваню. Первые три постановки получили одобрение рецензентов и публики; «Дядю Ваню» приняли неоднозначно, хотя The Times сочла Астрова в исполнении Оливье «самым выдающимся его портретом», а дядю Ваню в исполнении Ричардсона «идеальным соединением абсурда и пафоса». В «Ричарде III», по словам Биллингтона, триумф Оливье был абсолютным: «настолько, что это стало его наиболее часто имитируемым выступлением; его превосходство оставалось неоспоримым, пока Энтони Шер не сыграл эту роль сорок лет спустя». В 1945 году труппа гастролировала в Германии, где их увидели тысячи военнослужащих союзных войск; они также выступали в театре Комеди Франсез в Париже, став первой иностранной труппой, удостоенной такой чести. Критик Гарольд Хобсон писал, что Ричардсон и Оливье «быстро сделали Олд Вик самым известным театром в англосаксонском мире».
Во втором сезоне в 1945 году было представлено два двойных спектакля. Первый состоял из двух частей «Генриха IV». Оливье сыграл воина Готспера в первой части и мирового судью Шеллоу во второй. Он получил хорошие отзывы, но, по общему мнению, постановка принадлежала Ричардсону в роли Фальстафа. Во втором двойном спектакле доминировал Оливье, сыграв главные роли в пьесах «Царь Эдип» и «Критик». Его переход от пронзительной трагедии и ужаса в первой одноактной пьесе к фарсовой комедии во второй произвёл впечатление на большинство критиков и зрителей. После лондонского сезона труппа показала оба двойных спектакля и «Дядю Ваню» в шестинедельном прокате на Бродвее.
Третий и последний лондонский сезон под руководством триумвирата состоялся в 1946—1947 годах. Оливье сыграл короля Лира, а Ричардсон получил главную роль в «Сирано де Бержераке». Оливье хотел поменяться ролями, но Ричардсон не хотел играть Лира. «Лир» Оливье получил хорошие, но не выдающиеся отзывы. В сценах упадка и безумия в конце пьесы некоторые критики находили его менее трогательным, чем его лучших предшественников в этой роли. Влиятельный критик Джеймс Эгейт предположил, что Оливье использовал свою великолепную сценическую технику, чтобы замаскировать отсутствие чувств, в котором его часто обвиняли на протяжении всей его дальнейшей карьеры, но которое актёр категорически опровергал. Во время работы над «Бержераком» Ричардсон, к нескрываемой зависти Оливье, был посвящён в рыцари. Оливье получил это звание через шесть месяцев, но к тому времени дни триумвирата были сочтены. Высокий статус двух звёздных актёров не добавил симпатий к ним со стороны нового председателя управляющих, лорда Эшера. Эшер хотел единолично управлять Олд Вик в связи с обсуждавшимися тогда планами по созданию Национального театра. Его поддержал Гатри, который, будучи инициатором назначения Ричардсона и Оливье, был недоволен их рыцарскими званиями и международной славой.
В январе 1947 года Оливье начал работу над своим вторым фильмом в качестве режиссёра, «Гамлетом» (1948), в котором также исполнил главную роль. Оригинальная пьеса была сильно сокращена, чтобы сосредоточиться на человеческих отношениях, а не политических интригах. Фильм имел коммерческий и художественный успех в Великобритании и за рубежом, хотя Кэролайн Лежен из The Observer считала его «менее эффектным, чем сценическая работа Оливье». Кэмпбелл Диксон, критик The Daily Telegraph, считал фильм «блестящим»: «один из шедевров сцены превратился в один из величайших фильмов». Жорж Садуль писал, что сокращение некоторых важных сцен и героев, а также «наивное» психоаналитическое толкование привели к «более камерному» воплощению шекспировской драмы, но эти слабости компенсируются «превосходным» текстом и «великолепной» игрой Оливье, придающими постановке «известное величие». Кроме того, по мнению Садуля, картина зримо доказывает, что театральная стилистика может быть адекватно передана на экране. «Гамлет» стал первым не американским фильмом, получившим «Оскар» за лучший фильм, а Оливье получил премию за лучшую мужскую роль. Фильм также получил «Оскары» за лучшую работу художника-постановщика и лучший дизайн костюмов и был номинирован на награды за лучшую женскую роль (Джин Симмонс в роли Офелии), лучшую партитуру и лучшую режиссуру.
В 1948 году Оливье возглавил труппу Олд Вик во время шестимесячного турне по Австралии и Новой Зеландии. Он играл Ричарда III, сэра Питера Тизла в пьесе Шеридана «Школа злословия» и Антробуса в пьесе Торнтона Уайлдера «На волосок от гибели», в последних двух пьесах он играл вместе с Ли. Пока Оливье был в турне по Австралии, а Ричардсон в Голливуде, Эшер расторг контракты с триумвиратом в связи с их «уходом в отставку». Мелвин Брэгг в исследовании об Оливье 1984 года и Джон Миллер в официальной биографии Ричардсона комментируют, что действия Эшера отложили создание Национального театра как минимум на десятилетие. Оглядываясь в 1971 году назад, Бернард Левин писал, что Олд Вик с 1944 по 1948 год «была, вероятно, самой прославленной труппой, которая когда-либо была собрана в этой стране». По мнению газеты The Times, годы работы триумвирата были лучшими в истории Олд Вик. Согласно The Guardian, «управляющие уволили их без суда и следствия в интересах более заурядной атмосферы в театре».

### Послевоенное время (1948—1951)

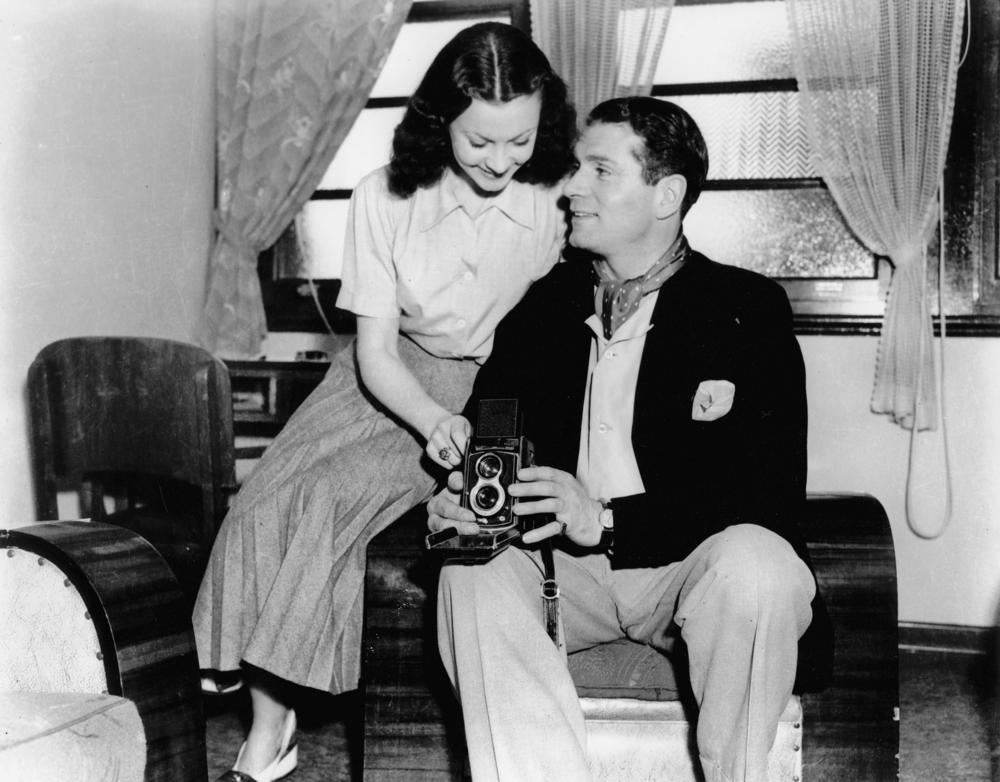
Вивьен Ли и Лоренс Оливье, Бродбич, Австралия, 1948 год

К концу австралийского тура Ли и Оливье были вымотаны и больны, и он сказал одному журналисту: «Вы можете этого не знать, но вы разговариваете с парой ходячих трупов». Позже он прокомментировал, что «потерял Вивьен» в Австралии, имея в виду роман Ли с австралийским актёром Питером Финчем, с которым пара познакомилась во время турне. Вскоре после этого Финч переехал в Лондон, роман Финча и Ли продолжался несколько лет.
Хотя было общеизвестно, что триумвират Олд Вик был распущен, они отказались публично обсуждать этот вопрос, и Оливье даже организовал последний лондонский сезон с труппой в 1949 году, сыграв Ричарда III, сэра Питера Тизла и Хора в его собственной постановке «Антигоны» Жана Ануя с Ли в заглавной роли. После этого он начал новую карьеру в качестве независимого актёра и менеджера основанной им Laurence Olivier Productions. В сотрудничестве с Бинки Бомонтом Оливье поставил английскую премьеру пьесы Теннесси Уильямса «Трамвай „Желание“», с Ли в центральной роли Бланш Дюбуа. Постановка была забракована большинством критиков, но имела значительный коммерческий успех и привела к тому, что Ли получила роль Бланш в киноверсии 1951 года. Гилгуд, который был преданным другом Ли, сомневался, что Оливье поступил мудро, позволив ей сыграть роль психически неуравновешенной героини: «Бланш была очень похожа на саму Ли, в некотором смысле. Должно быть, это было ужасным напряжением — играть её вечер за вечером. В конце Ли трясло, она была бледной и совершенно расстроенной».
Производственная компания, созданная Оливье, взяла в аренду театр Сент-Джеймс. В январе 1950 года он выступил продюсером, режиссёром и исполнителем главной роли в стихотворной пьесе Кристофера Фрая «Наблюдаемая Венера». Несмотря на плохие отзывы, постановка пользовалась популярностью, но дорогостоящее производство мало помогло Laurence Olivier Productions в финансовом плане. После серии кассовых провалов, в 1951 году компания улучшила свои счета сначала лондонскими, а затем и бродвейскими постановками «Цезаря и Клеопатры» Бернарда Шоу и «Антония и Клеопатры» Шекспира. Некоторые критики считали, что Оливье не справился с обеими своими ролями, а некоторые подозревали его в том, что он намеренно играет ниже своего обычного уровня, чтобы Ли казалась ему равной. Оливье отверг это предположение, расценив его как оскорбление. По мнению критика и биографа Дарлингтона, он просто ошибся с выбором ролей Цезаря и Антония, поскольку первая на поверку показалась ему скучной, а вторая слабой. Дарлингтон писал: «Оливье в возрасте около сорока лет, когда он должен был демонстрировать свои способности на самом пике, казалось, потерял интерес к собственной игре». В течение следующих четырёх лет Оливье проводил большую часть своего времени, работая в качестве продюсера, а не режиссёра или актёра. Его постановки в Сент-Джеймсском театре включали две пьесы Луиджи Пиранделло на итальянском языке в исполнении труппы Руджеро Руджери и работы Мольера, Расина, Мариво и Мюссе на французском языке в исполнении труппы Комеди Франсез. Дарлингтон считал постановку «Отелло» 1951 года с Орсоном Уэллсом в главной роли лучшей из постановок Оливье в театре Сент-Джеймс.

### Независимый актёр и менеджер (1951—1954)
В то время, когда Ли снималась в «Трамвае „Желание“» в 1951 году, Оливье присоединился к ней в Голливуде, чтобы сняться в фильме «Сестра Керри» по одноимённому скандальному роману Теодора Драйзера. Хотя кассовые сборы оказались слабыми, а отзывы в целом разочаровывающими, Оливье получил тёплые отзывы и был номинирован на премию BAFTA. Оливье начал замечать изменения в поведении Ли, позже он вспоминал: «Я находил Вивьен сидящей на углу кровати, сжимающей руки и рыдающей, в состоянии тяжёлого расстройства; естественно, я отчаянно пытался утешить её, но всякий раз это занимало немало времени». После отпуска с Кауардом на Ямайке она, казалось, поправилась, но Оливье позже писал: «Я уверен, что врачи должны были объяснить мне, что не так с моей женой; что её болезнь называется маниакальной депрессией и что это означает — возможно, постоянное переключение между глубинами депрессии и дикой, неконтролируемой манией». Он также рассказывал о годах, которые ему пришлось пережить из-за болезни Ли: «На протяжении всего времени, пока ею владел этот неуловимый злой монстр, маниакальная депрессия, она сохраняла свою отличительную способность — скрывать своё истинное психическое состояние почти от всех, кроме меня — ну так вряд ли можно было ожидать, что она возьмёт на себя такой труд».
В январе 1953 года Ли отправилась на Цейлон для съёмок в фильме «Слоновья тропа» вместе с Питером Финчем. Вскоре после начала съёмок у неё случился нервный срыв, и она вернулась в Великобританию, где между периодами помутнения говорила Оливье, что влюблена в Финча, и что у неё был с ним роман; в течение нескольких месяцев она постепенно приходила в себя. В результате этого срыва многие друзья Оливье узнали о её проблемах. Нивен сказал, что она была «совершенно, совершенно безумна», а Кауард в своём дневнике выразил мнение, что «всё было плохо и становилось всё хуже с 1948 года или около того».
В 1953 году Оливье и Ли сыграли главные роли в Вест-Энде в руританской комедии Теренса Реттигена «Спящий принц». Спектакль продержался восемь месяцев, но был воспринят как незначительный вклад в сезон, тон в котором задавали постановки Гилгуда «Спасённая Венеция», Кауарда «Тележка с яблоками», Эшкрофт и Редгрейва «Антоний и Клеопатра».
В сентябре 1954 года Оливье снял свой третий фильм по Шекспиру «Ричард III» (1955), который продюсировал совместно с Кордой. Присутствие в одном фильме четырёх актёров с рыцарскими титулами — к Оливье присоединились Седрик Хардвик, Гилгуд и Ричардсон — позволило американскому рецензенту назвать фильм «спектакль всех сэров» (англ. An-All-Sir-Cast). Хотя критик газеты The Manchester Guardian назвал фильм «смелым и успешным достижением», кассового успеха он не имел, что объясняет последующую неудачу Оливье в сборе средств для экранизации «Макбета». За роль в «Ричарде» он получил премию BAFTA и был номинирован на премию «Оскар» за лучшую мужскую роль, которую получил Юл Бриннер. Сатьяджит Рей отмечал, что в трёх шекспировских экранизациях Оливье стремился совместить близость к оригиналу с особенностями кинематографа, но по разным причинам ему иногда приходилось отступать от своих принципов. Это привело к некоторым эстетическим недостаткам в этих в целом «великолепных произведениях», что в конечном итоге не позволило ему «выдвинуться в число выдающихся кинорежиссёров».

### Последние постановки с Ли (1955—1957)
В 1955 году Оливье и Ли были приглашены сыграть главные роли в трёх пьесах в Королевском Шекспировском театре в Стратфорде. Они начали с «Двенадцатой ночи» в постановке Гилгуда, где Оливье играл Мальволио, а Ли — Виолу. Репетиции проходили тяжело, Оливье желал играть свою концепцию роли, несмотря на то, что режиссёр считал её вульгарной. Позже Гилгуд прокомментировал: «Почему-то постановка не удалась. Оливье был намерен сыграть Мальволио в своей собственной, довольно экстравагантной манере. Он был очень трогателен в конце, но предыдущие сцены он играл как еврейский парикмахер, с придыханием и необыкновенным акцентом, и он настоял на том, чтобы упасть спиной вперёд со скамейки в сцене в саду, хотя я умолял его не делать этого. Правда, Мальволио — очень трудная роль».
Следующей постановкой был «Макбет». Режиссура Глена Байама Шоу и дизайн Роджера Фёрса были восприняты рецензентами неоднозначно, но исполнение Оливье главной роли вызвало восторженные отзывы. Для Дарлингтона Макбет Оливье был «лучшим Макбетом нашего времени». Леди Макбет — Ли получила смешанные, но в целом вежливые отзывы, сам же Оливье до конца своей жизни считал, что это была лучшая Леди Макбет, которую он когда-либо видел.

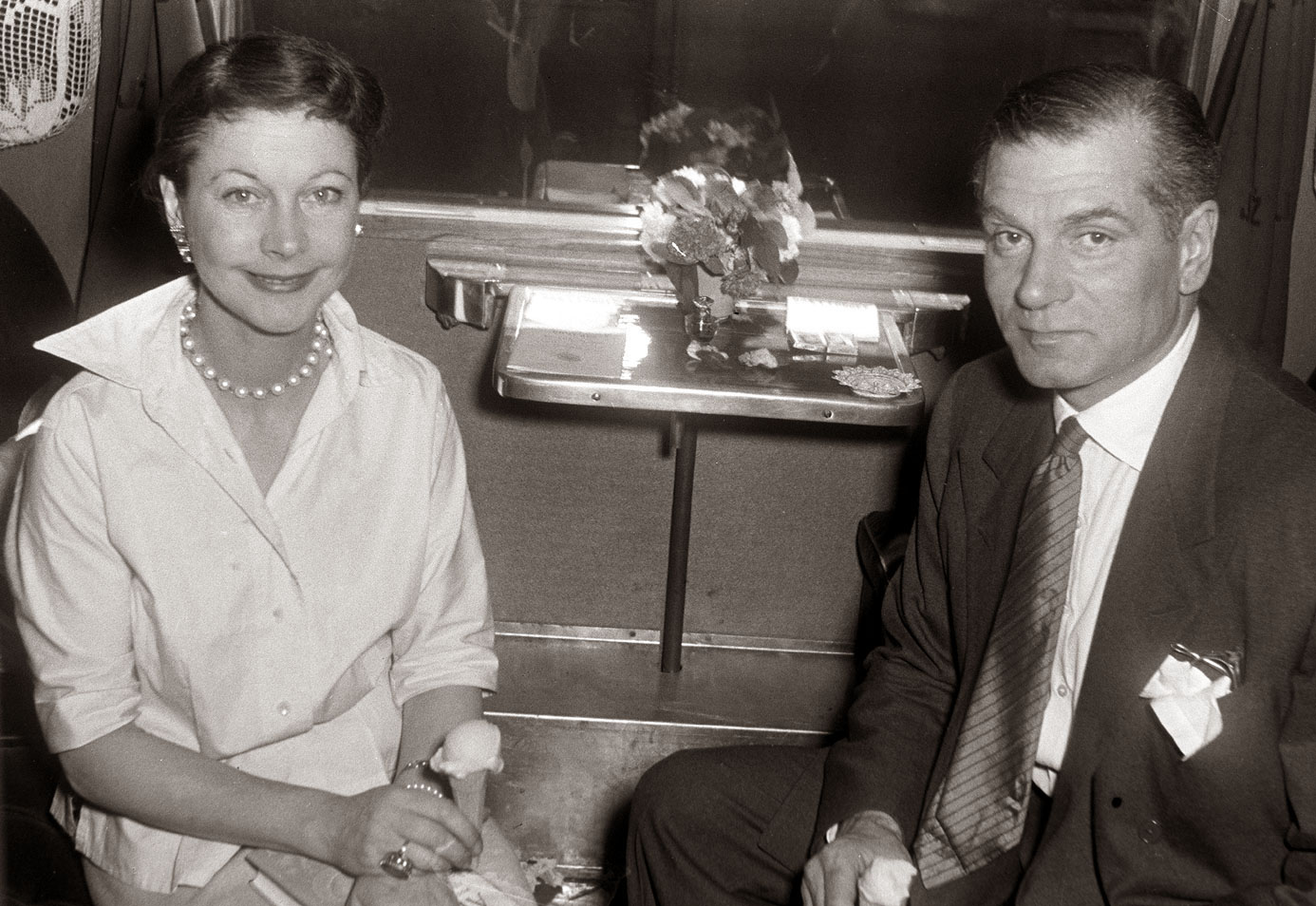
Оливье и Ли в 1957 году

В третьей постановке стратфордского сезона 1955 года Оливье сыграл главную роль в «Тите Андронике», а Ли — роль Лавинии. Отзывы о её роли были разгромными, но постановка Питера Брука и исполнение Оливье роли Тита получили самые большие овации на премьере в истории Стратфорда, а критики назвали постановку знаковым событием в послевоенном британском театре. Оливье и Брук возродили постановку для континентального турне в июне 1957 года; последнее представление, закрывшее старый театр Столля в Лондоне, стало последним совместным выступлением Ли и Оливье.
В 1956 году Ли забеременела и снялась с постановки комедии Кауарда «Пузыри Южных морей». На следующий день после последнего выступления в спектакле у неё случился выкидыш, и она впала в депрессию, которая продолжалась несколько месяцев. В том же году Оливье решил поставить и продюсировать киноверсию «Спящего принца» с новым названием «Принц и танцовщица». Исполнить главную роль танцовщицы Оливье пригласил Мэрилин Монро. Несмотря на то, что съёмки были сложными из-за поведения Монро, фильм был высоко оценён критиками.

### Ройал-Корт и театр Чичестера (1957—1963)
Во время работы над «Принцем и танцовщицей» Оливье, Монро и её муж, американский драматург Артур Миллер, посетили постановку Джона Осборна «Оглянись во гневе» в театре Ройал-Корт. Оливье видел пьесу раньше, и тогда она ему не понравилась, но Миллер был убеждён, что у Осборна есть талант, и Оливье пересмотрел своё мнение. Он был готов к смене направления, как он вспоминал в 1981 году:
Я достиг той стадии в своей жизни, от которой я стал глубоко уставать — не просто уставать, а меня тошнило. Соответственно, публика, скорее всего, начинала со мной соглашаться. Мой ритм работы стал неумолимым: классический или полуклассический фильм; пьеса или две в Стратфорде, или девятимесячный прогон в Вест-Энде, и так далее, и тому подобное. Я сходил с ума, отчаянно ища чего-то внезапно свежего и захватывающе интересного. То, что я считал своим имиджем, надоело мне до смерти.

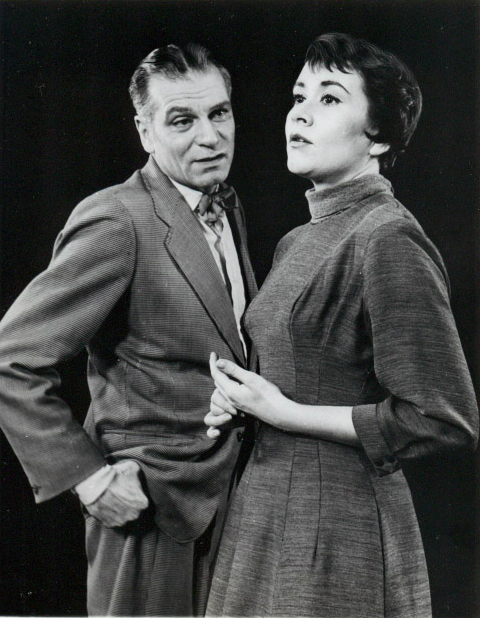
Лоренс Оливье и Джоан Плоурайт в 1960 году

Осборн уже работал над новой пьесой «Комедиант», аллегорией постколониального упадка Британии, в центре которой был неудачливый исполнитель мюзик-холла Арчи Райс. Прочитав первый акт, Оливье попросил, чтобы его взяли на эту роль. Вот уже в течение многих лет он утверждал, что вполне мог бы быть третьесортным комиком по имени «Ларри Оливер», и иногда играл этого персонажа на вечеринках. Первый спектакль был дан 10 апреля 1957 года в театре Ройал-Корт. За беззастенчивым фасадом Арчи скрывается опустошённость, и Оливье уловил оба аспекта, переходя, по словам биографа Энтони Холдена, «от безвкусной комической рутины к моментам самого мучительного пафоса». Постановка была перенесена из Ройал-Корт в театр Палас в сентябре 1957 года; после этого она гастролировала и снова вернулась в Палас. Во время гастролей роль дочери Арчи — Джин, исполняли три разные актрисы. Одной из них была Джоан Плоурайт, с которой Оливье начал отношения, продолжавшиеся до конца его жизни. Оливье говорил, что роль Арчи заставила его «снова почувствовать себя современным актёром». Найдя подходящую для себя авангардную пьесу, он, как заметил Осборн, намного опередил Гилгуда и Ричардсона, которым понадобилось более десяти лет, чтобы последовать его примеру. Для них первыми значительными успехами на поприще современной пьесы стали «Сорок лет спустя» Алана Беннетта (Гилгуд в 1968 году) и «Дом» Дэвида Стори (Ричардсон и Гилгуд в 1970 году).
В 1960 году Оливье получил ещё одну номинацию на премию BAFTA за роль второго плана в фильме «Ученик дьявола» 1959 года. В том же году, после перерыва в два десятилетия, Оливье вернулся к роли Кориолана в стратфордской постановке под руководством 28-летнего Питера Холла. Выступление Оливье получило высокую оценку критиков за яростный атлетизм в сочетании с эмоциональной уязвимостью. В 1960 году он во второй раз выступил в труппе Ройал-Корт, на этот раз в абсурдистской пьесе Эжена Ионеско «Носорог». Постановка была примечательна прежде всего ссорами актёра с режиссёром Орсоном Уэллсом, который, по словам биографа Фрэнсиса Беккета, подвергся такому же «ужасному обращению», какому подвергся Гилгуд в Стратфорде пятью годами ранее. Оливье снова проигнорировал своего режиссёра и подорвал его авторитет. В 1960 и 1961 годах Оливье играл в бродвейской постановке «Беккет» Жана Ануя, сначала в главной роли, с Энтони Куинном в роли короля, а затем поменялся ролями со своим коллегой.
В 1960 году были выпущены два фильма с участием Оливье. Первым фильмом, снятым в 1959 году, был «Спартак», в котором он изобразил римского полководца Марка Лициния Красса. Вторым был «Комедиант», снятый во время его участия в «Кориолане»; фильм был хорошо принят критиками, но не так тепло, как театральная постановка. Рецензент The Guardian посчитал, что игра Оливье была удачной, и что он «на экране, как и на сцене, проявляет вершины мастерства, чтобы вдохнуть жизнь в образ Арчи Райса». За свою игру в «Комедианте» Оливье был номинирован на премию «Оскар» как лучший актёр. В 1960 году он также снялся в экранизации «Луны и гроша», получив премию «Эмми».
Отношения Ли и Оливье испортились в конце 1950-х годов. Во время постановки пьесы Бенна Леви «Стакан» в 1960 году Оливье признался Чарлтону Хестону, что Ли угрожала самоубийством: «Вивьен находится за несколько тысяч миль, дрожа на краю обрыва, даже когда она спокойно сидит в собственной гостиной». В мае 1960 года начался бракоразводный процесс; Ли сообщила об этом прессе и проинформировала репортёров об отношениях Оливье с Плоурайт. В марте 1961 года Оливье женился на Плоурайт. В декабре 1961 года у них родился сын Ричард, затем две дочери: Тэмсин Агнес Маргарет, родившаяся в январе 1963 года, и Джули-Кейт, родившаяся в июле 1966 года.
В 1961 году Оливье стал директором нового театрального предприятия — Фестивального театра Чичестера. На открытии сезона 1962 года он поставил две забытые английские пьесы XVII века: комедию Джона Флетчера «Шансы» 1638 года и трагедию Джона Форда «Разбитое сердце» 1633 года, а затем «Дядю Ваню». Оливье нанял сорок человек, включая Торндайка, Кассона, Редгрейва, Эфин Сейлер, Джона Невилла и Плоурайт. Первые две пьесы были хорошо приняты, а чеховская постановка вызвала восторженные отзывы. The Times прокомментировала: «Сомнительно, чтобы сам Московский Художественный театр смог улучшить эту постановку». Второй сезон в Чичестере в следующем году состоял из «Дяди Вани» и двух новых постановок — «Святой Иоанны» Бернарда Шоу и «Осла в рабочем доме» Джона Ардена. В 1963 году Оливье получил ещё одну номинацию на премию BAFTA за главную роль школьного учителя, обвинённого в сексуальных домогательствах к ученице, в фильме «Семестр испытаний».

### Королевский национальный театр

#### 1963—1968
Примерно в то же время, когда открылся театр Чичестера, реализовывались планы по созданию Национального театра. Британское правительство согласилось выделить средства на строительство нового здания на южном берегу Темзы. В 1962 году лорд Чандос был назначен председателем Национального театрального совета, а в августе Оливье принял его приглашение стать первым руководителем труппы. В качестве своих помощников он нанял режиссёров Джона Декстера и Уильяма Гэскилла, а Кеннета Тайнена привлёк в качестве литературного консультанта. В ожидании нового здания труппа размещалась в Олд Вик. С согласия обеих организаций, Оливье в течение трёх сезонов оставался руководителем и Чичестерского фестивального, и Национального театров. Фестивальные сезоны 1964 и 1965 годов он использовал для предварительной постановки тех пьес, которые рассчитывал включить в репертуар Национального театра.
Премьерной постановкой Национального театра в октябре 1963 года стал «Гамлет» с Питером О’Тулом в главной роли и Оливье в качестве режиссёра. О’Тул был приглашённой звездой, редким исключением из общего правила Оливье выбирать исполнителей из постоянной труппы. Среди тех, кто прославился под руководством Оливье, были Майкл Гэмбон, Мэгги Смит, Алан Бейтс, Дерек Джекоби и Энтони Хопкинс. Многие отмечали, что Оливье неохотно нанимал равных себе для выступлений со своей труппой. Эванс, Гилгуд и Пол Скофилд появлялись лишь на короткое время, а Эшкрофт и Ричардсон никогда не выступали в Национальном театре во времена Оливье. Член труппы Роберт Стивенс заметил: «Единственным большим недостатком Оливье была параноидальная ревность к любому, кого он считал соперником».
За десять лет работы в Национальном театре Оливье сыграл в тринадцати пьесах и стал режиссёром восьми. Некоторые из ролей, которые он сыграл, были второстепенными, включая сумасшедшего дворецкого в «Блохе в её ухе» Жоржа Фейдо и напыщенного солиситора в «Доме и красоте» Сомерсета Моэма; роль вульгарного капитана Брэйзена в комедии Джорджа Фаркера «Офицер-вербовщик» 1706 года была более крупной, но не главной.
Помимо Астрова в «Дяде Ване», его первой главной ролью в Национальном театре был Отелло в постановке Декстера 1964 года. Постановка имела кассовый успех и регулярно возобновлялась в течение следующих пяти сезонов. Его выступление разделило мнения. Большинство рецензентов и театральных коллег высоко оценили его; Франко Дзеффирелли назвал его «антологией всего, что было открыто об актёрской игре за последние три столетия». Среди несогласных была газета The Sunday Telegraph, которая писала о «такой плохой игре, на которую способен только великий актёр, почти на грани самопародии»; режиссёр Джонатан Миллер посчитал его игру «снисходительным представлением об афрокарибском человеке». Бремя исполнения этой сложной роли одновременно с управлением труппой и планированием переезда в новое здание стало для Оливье непосильным. В дополнение к этой нагрузке он посчитал своей обязанностью принять главную роль в «Строителе Сольнесе», когда Редгрейв выбыл из-за болезни в ноябре 1964 года. Постановка «Отелло» была экранизирована в 1965 году и получила четыре номинации на премию «Оскар», включая номинацию за лучшую мужскую роль для Оливье.
В течение следующего года Оливье режиссировал «Суровое испытание», взял на себя комическую роль пижона Тэттла в пьесе «Любовь за любовь» Конгрива и снялся в фильме «Банни Лейк исчезает», в котором он оказался вместе с Кауардом впервые после «Частной жизни». В 1966 году его единственным спектаклем в качестве режиссёра стал «Юнона и павлин» Шона О’Кейси. Газета The Times отметила, что постановка «возвращает веру в то, что это произведение является шедевром». В том же году Оливье изобразил Махди, вместе с Чарлтоном Хестоном в роли генерала Гордона, в фильме «Хартум».
В 1967 году Оливье оказался в центре противостояния между лордом Чандосом и Тайненом из-за предложения поставить пьесу Рольфа Хоххута «Солдаты». Поскольку пьеса изображала Черчилля соучастником гибели польского премьер-министра Владислава Сикорского, Чандос считал её неприемлемой. По его настоянию совет единогласно наложил вето на постановку. Тайнен подумывал об отставке из-за этого вмешательства в свободу творчества, но поскольку Оливье оставался на своём месте, Тайнен также принял решение остаться. Примерно в это же время Оливье начал долгую борьбу с чередой болезней. Он лечился от рака простаты, а во время репетиций «Трёх сестёр» Чехова был госпитализирован с пневмонией. Он достаточно восстановился, чтобы взять тяжёлую роль Эдгара в «Пляске смерти» Стриндберга — лучшую из его нешекспировских ролей, по мнению Гилгуда.

#### 1968—1974
Оливье намеревался уйти с поста директора Национального театра по окончании первого пятилетнего контракта, в течение которого он надеялся перевести труппу в новое здание. К 1968 году из-за бюрократических проволочек строительные работы даже не начались, и он согласился остаться на второй пятилетний срок. Его следующей главной ролью стал Шейлок в «Венецианском купце», до этого он не играл в этой пьесе. Шейлок стал и его последним шекспировским образом на сцене. Оливье пришлось взять роль после того, как он не смог заполучить на неё Гиннеса или Скофилда. Постановка Джонатана Миллера и игра Оливье вызвали широкий спектр откликов. Два разных критика написали рецензии для The Guardian: один написал, что «это не та роль, которая напрягает его, или за которую его особенно запомнят»; другой отметил, что исполнение можно считать «одним из его величайших достижений, в котором задействован весь его диапазон».
В 1969 году Оливье снялся в двух военных фильмах, в которых изображал военных лидеров: фельдмаршала Френча в фильме о Первой мировой войне «О, что за чудесная война» (и получил ещё одну премию BAFTA), а затем главного маршала авиации Хью Даудинга в фильме «Битва за Британию». В июне 1970 года Оливье стал первым актёром, получившим звание пэра за заслуги перед театром. Сначала он отказался от этой чести, но Гарольд Вильсон, действующий премьер-министр, написал ему письмо и пригласил его и Плоурайт на ужин, где убедил Оливье согласиться.
После этого Оливье сыграл ещё три сценические роли: Джеймса Тайрона в пьесе Юджина О’Нила «Долгий день уходит в ночь» (1971—1972), Антонио в пьесе Эдуардо Де Филиппо «Суббота, воскресенье, понедельник» (1973—1974) и Джона Тагга в пьесе Тревора Гриффитса «Вечеринка» (1973—1974). Среди ролей, которые он надеялся, но не смог сыграть из-за плохого самочувствия, был Нейтан Детройт в мюзикле «Парни и куколки». В 1972 году он взял отпуск в Национальном театре, чтобы сняться вместе с Майклом Кейном в фильме Джозефа Л. Манкевича по роману Энтони Шаффера «Игра на вылет». И он, и Кейн были номинированы на премию «Оскар» за лучшую мужскую роль, но уступили Марлону Брандо в «Крёстном отце».
Последними двумя сценическими постановками Оливье были «Амфитрион-38» Жана Жироду (1971) и «Райский уголок» Джона Пристли (1974). К моменту постановки «Райского уголка» он уже не был директором Национального театра; Питер Холл занял этот пост 1 ноября 1973 года. Оливье был недоволен тем, что совет директоров не посоветовался с ним по поводу выбора преемника, и чувствовал, что его хотят устранить, несмотря на то, что он сам заявил о своём намерении уйти. Самое большое из трёх зданий Национального театра было названо в его честь, но его единственное появление на сцене театра Оливье состоялось при официальном открытии королевой в октябре 1976 года, когда он произнёс приветственную речь; Холл в частном порядке назвал её самой успешной частью вечера.

## Последние годы (1975—1989)

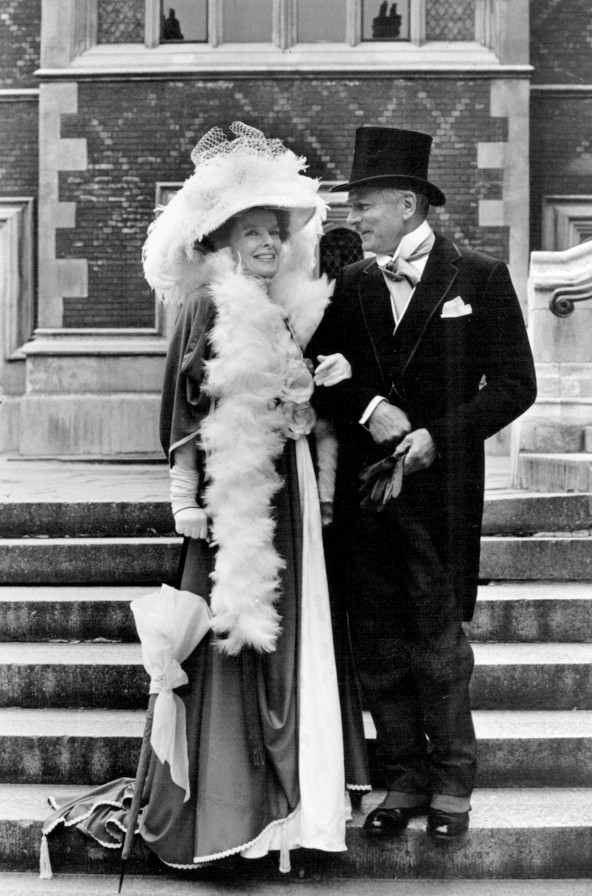
Кэтрин Хепбёрн и Лоуренс Оливье в фильме «Любовь среди руин» (1975)

Оливье провёл последние 15 лет своей жизни в заботах о своих финансах и в борьбе с ухудшением здоровья, которое включало тромбоз, дерматомиозит и дегенеративное заболевание мышц. Для решения финансовых вопросов Оливье снялся в 1972 году в серии рекламных роликов для фотоаппаратов Polaroid и поставил условие, что они никогда не должны быть показаны в Великобритании; он также снялся в нескольких эпизодических ролях, которые были в «зачастую невыдающихся фильмах», по словам Биллингтона. Переход Оливье от главных ролей к эпизодическим произошёл из-за его слабого здоровья: он не мог получить необходимую длительную страховку для больших ролей, и ему были доступны только короткие роли в фильмах.
Из-за дерматомиозита Оливье провёл последние три месяца 1974 года в больнице, медленно восстанавливаясь и набираясь сил. Когда он достаточно окреп, с ним связался режиссёр Джон Шлезингер и предложил ему роль нацистского палача в фильме 1976 года «Марафонец». Оливье побрился налысо, надел огромные очки, чтобы увеличить глаза, и сыграл роль, которую критик The Times Дэвид Робинсон посчитал «сыгранной сильно», с прибавкой, что Оливье «всегда был на высоте в ролях, которые побуждали его быть неуклюжим или мерзким, или и тем, и другим». Оливье был номинирован на премию «Оскар» за лучшую мужскую роль второго плана и получил «Золотой глобус» в той же категории.
В середине 1970-х годов Оливье стал всё больше работать на телевидении, к которому поначалу относился с пренебрежением. В 1973 году озвучил 26-серийный документальный фильм «Мир в войне», повествующий о событиях Второй мировой войны, и получил вторую премию «Эмми» за фильм «Долгий день уходит в ночь» (1973). В 1975 году получил ещё одну премию «Эмми» за фильм «Любовь среди руин». В 1976 году появился в адаптации пьесы Теннесси Уильямса «Кошка на раскалённой крыше» и в «Коллекции» Гарольда Пинтера. Оливье изобразил фарисея Никодима в мини-сериале Франко Дзеффирелли «Иисус из Назарета» 1977 года. В 1978 году снялся в фильме «Мальчики из Бразилии», сыграв роль Эзры Либермана, стареющего охотника за нацистами; он получил свою одиннадцатую номинацию на премию «Оскар». «Оскар» в этой номинации ему не дали, но вручили почётную награду за выдающиеся заслуги в кинематографе.
Оливье продолжал работать в кино в 1980-х годах, сыграв роли в фильмах «Певец джаза» (1980), «Инчхон» (1981), «Баунти» (1984) и «Дикие гуси 2» (1985). Он продолжал работать и на телевидении. В 1981 году Оливье появился в роли лорда Марчмейна в «Возвращении в Брайдсхед» и получил ещё одну премию «Эмми», а в следующем году он получил свою десятую и последнюю номинацию на премию BAFTA в телевизионной адаптации пьесы Джона Мортимера «Путешествие вокруг моего отца». В 1983 году сыграл свою последнюю шекспировскую роль в фильме «Король Лир» для телекомпании Granada Television и получил свою пятую «Эмми». Он считал роль Лира гораздо менее сложной, чем образы других трагических шекспировских героев: «Нет, Лир — это легко. Он такой же, как все мы, на самом деле: он просто глупый старый пердун». Когда постановка была впервые показана по американскому телевидению, критик Стив Вайнеберг написал:
Оливье, кажется, отбросил технику на этот раз — это потрясающе чистый Лир. В своей последней речи, над безжизненным телом Корделии, он так близко подводит нас к печали Лира, что мы с трудом можем смотреть, потому что видим последнего шекспировского героя, которого Лоренс Оливье когда-либо сыграет. Но каков финал! В этой самой возвышенной из пьес наш величайший актёр произвёл неизгладимое впечатление. Возможно, уместнее всего было бы просто выразить благодарность.
В том же году Оливье снялся в эпизодической роли вместе с Гилгудом и Ричардсоном в фильме «Вагнер» с Бёртоном в главной роли; его последнее появление на экране было в роли пожилого, прикованного к инвалидному креслу солдата в фильме Дерека Джармена «Военный реквием» 1989 года.
Проболев последние 22 года своей жизни, Оливье умер от почечной недостаточности 11 июля 1989 года в возрасте 82 лет в своём доме в Западном Суссексе. Его кремация состоялась через три дня, а прах был захоронен в Уголке поэтов Вестминстерского аббатства во время поминальной службы в октябре того же года.

## Признание и награды

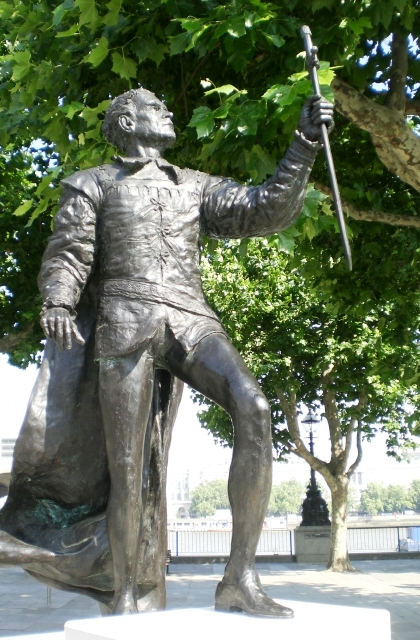
Статуя Оливье возле Королевского национального театра

В 1947 году Оливье был удостоен рыцарства за заслуги на сцене и в кино. В 1970 году за заслуги перед театром был возведён в пожизненное пэрство, став бароном Оливье из Брайтона в графстве Суссекс. В 1981 году Оливье был награждён Орденом Заслуг. Он также был удостоен почестей от иностранных правительств. В 1949 году правительство Дании сделало его кавалером ордена Данеброга; французы назначили его офицером Ордена Почётного легиона в 1953 году; также в 1953 году итальянское правительство вручило ему орден «За заслуги перед Итальянской Республикой» степени великого офицера; а в 1971 году он был награждён орденом Югославского флага с золотым венком.
Оливье получил почётные докторские степени в университетах: Тафтса (1946), Оксфордском (1957) и Эдинбургском (1964). Он также был награждён датской премией Соннинга за выдающийся вклад в европейскую культуру в 1966 году, золотой медалью Шведской королевской академии словесности в 1968 году и медалью Альберта Королевского общества искусств в 1976 году.
За работу в кино Оливье был номинирован на премию «Оскар» 15 раз и получил 4 награды: почётную награду за «Генриха V» (1947), награды за лучшую мужскую роль и за лучшую режиссуру за «Гамлета» (1948), и вторую почётную награду в 1979 году в знак признания его пожизненного вклада в киноискусство. Он также получил четыре кинопремии Британской академии из десяти номинаций, пять премий «Эмми» из девяти номинаций и три премии «Золотой глобус» из шести номинаций. Один раз был номинирован на премию «Тони» как лучший актёр за роль Арчи Райса, но не выиграл. В феврале 1960 года за вклад в киноиндустрию Оливье был включён в Голливудскую «Аллею славы», со звездой на Голливудском бульваре, а также был включён в Зал славы американского театра. В 1977 году Оливье был удостоен стипендии Британского института кино.
Помимо того, что в его честь назван самый большой зрительный зал Национального театра, в память об Оливье вручается премия имени Лоренса Оливье, ежегодно присуждаемая с 1984 года Лондонским театральным обществом. В 1991 году друг Оливье, актёр Джон Гилгуд, открыл мемориальный камень в память об Оливье в Уголке поэтов в Вестминстерском аббатстве. В 2007 году, в день столетия со дня рождения Оливье, на Саут-Бэнк, возле Национального театра, была открыта его статуя в натуральную величину; в том же году Британский институт кино провёл ретроспективный сезон его киноработ.
В 2004 году режиссёр Керри Конран снял фильм «Небесный капитан и мир будущего». Этот фильм был первым в истории кино, где все декорации, пейзажи и реквизит были созданы компьютерами, а актёры снимались исключительно на фоне голубого экрана. Одну из ролей в образе голограммы исполнил умерший за 15 лет до этого Лоренс Оливье; чтобы «оживить» исполнителя для съёмок, Конран использовал кадры с молодым Оливье из архивов BBC и компьютерную графику.

## Актёрская техника

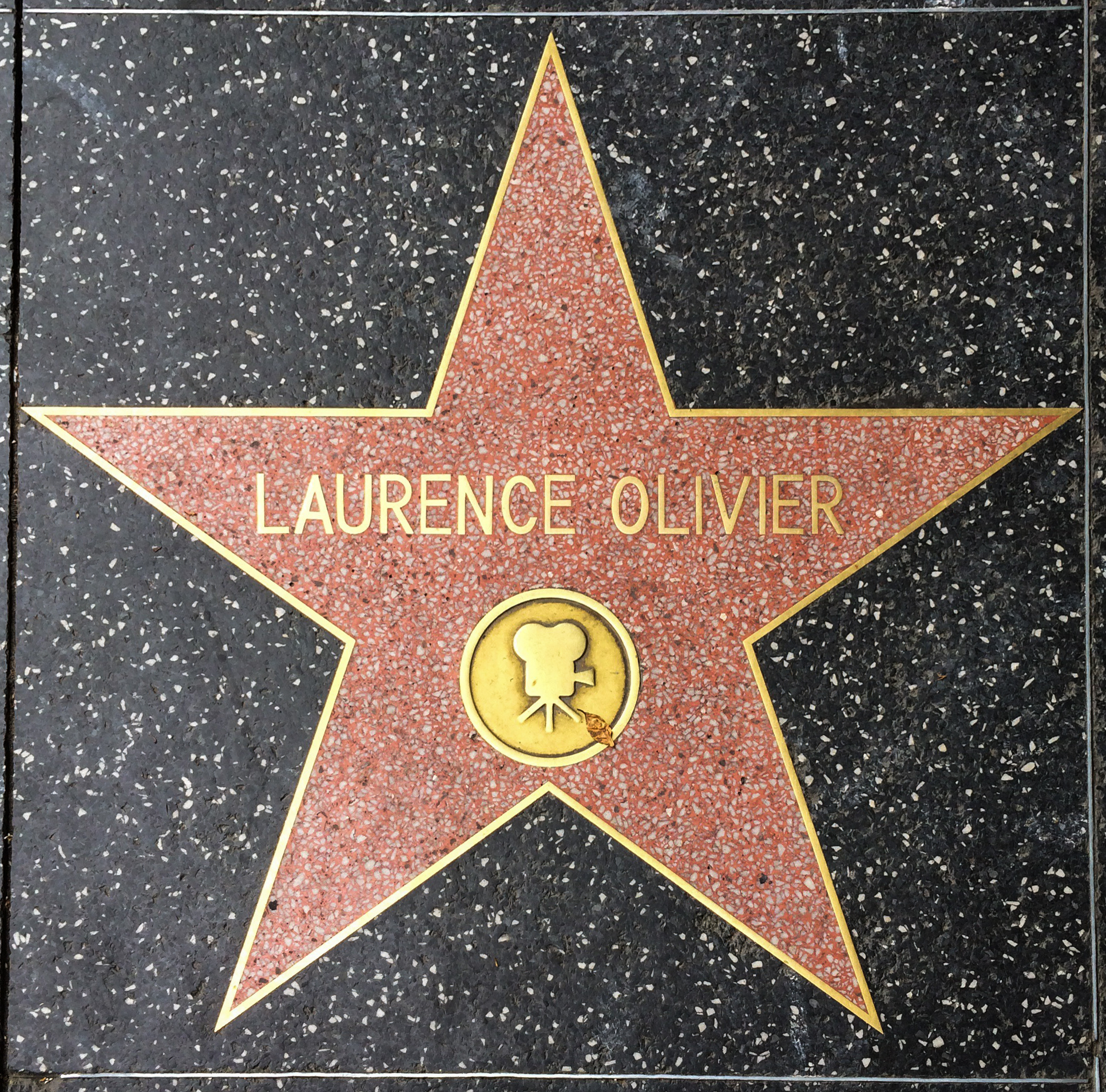
Звезда Оливье на Голливудской «Аллее славы»

Актёрская техника Оливье была отточена до мелочей, и он был известен тем, что значительно менял свою внешность от роли к роли. По его собственному признанию, он увлекался экстравагантным гримом, и, в отличие от Ричардсона и Гилгуда, прекрасно владел разными голосами и акцентами. В юности страсть к маскировке была спровоцирована стеснительностью и нежеланием представать в своём истинном виде. Позже грим стал средством понять, как следует играть того или иного персонажа. В спектакле «О, что за прекрасная война» он никак не мог представить себе солдафона-фельдмаршала, пока не подобрал подобающую ему причёску. Точно так же Астров не мог ожить в его воображении вплоть до генеральной репетиции, когда случайно, увидев себя в зеркале, он поправил на носу пенсне. Сам он описывал свою технику как «работу извне»: «я никогда не могу действовать как я сам, я должен иметь подушку под джемпером, накладной нос, усы или парик. Я не могу выйти на сцену, выглядя как я, и при этом быть кем-то другим». Реттиген описывал, как на репетициях Оливье «медленно и с огромным старанием выстраивал своё выступление из массы мельчайших деталей». Такое внимание к деталям имело своих критиков. Джеймс Эгейт отмечал: «Когда я смотрю на часы, я смотрю на время, а не любуюсь механизмом. Я хочу, чтобы актёр сказал мне время суток Лира, а Оливье этого не делает. Он предлагает мне смотреть, как крутятся колёса».
Среди личных качеств, создавших легендарный облик Оливье, была смелость. Он мог бросить вызов критикам и, невзирая на страх перед ними, сыграть классического героя наперекор традиции, предлагая неожиданные, но всегда ясные трактовки. Он воплощал самого сильного Гамлета, самого гордого Кориолана, самого страдающего Макбета, самого демонического Ричарда III и изнуряющего Отелло. В своей творческой жизни Оливье часто демонстрировал великолепное чутьё, угадывая, в каком направлении будет двигаться театр, и не боялся действовать в соответствии со своими догадками. Так, например, в «Ричарде III» им двигало стремление ответить запросам тогдашнего зрителя, когда он изобразил маньяка, в котором было что-то гитлеровское. Долгая жизнь Оливье на сцене связана также с присущим ему чувством зрелищности. Особенно наглядно это проявлялось в его пристрастии к ошеломляющим физическим трюкам, таким, как кувырок с лестницы умирающего Кориолана; катание по полу инвалида в «Инспекторе манежа»; эпилептический припадок в «Отелло». Уже разменяв шестой десяток, в последнем акте «Долгого путешествия в ночь» он забирался на стол, а затем легко спрыгивал вниз, изящно приземляясь на цыпочки. Тайнен Кеннет замечал: «Оливье на самом деле не созерцательный, не философский актёр», он был известен напряжённой физической работой.
Оливье говорил, что наибольшее влияние на него оказали Род Ла Рок, Ноэл Кауард и Альфред Лант. Также он говорил Тайнену, что в молодости на него повлияли актёры немого кино Дуглас Фэрбенкс и Рамон Новарро, а Джон Берримор — своими ролями в кино и сценической ролью Гамлета. По словам Шеридана Морли, Гилгуд считался «лучшим актёром в мире от шеи вверх, а Оливье — от шеи вниз». Оливье описывал это следующим образом: «Я всегда думал, что мы были двумя сторонами одной монеты. Верхняя половина — Джон, вся духовность, вся красота, все абстрактные вещи; а я — вся земля, кровь, человечность». Оливье, Ричардсон и Гилгуд составляли всемирно известную «великую троицу театральных рыцарей», которая доминировала на британской сцене в середине и второй половине XX века.
Одним из важных инструментов отличительной игры Оливье был его голос. Обращаясь с ним, как с музыкальным инструментом, Оливье постоянно совершенствовал его, добиваясь того разнообразия тональностей и широты диапазона, которые позволили передать и птичьи трели судьи Шеллоу, и бас-профундо Отелло. Оливье первым начал повышать голос в конце строк, чтобы заинтересовать слушателей, считая чтение длинного монолога, с падающей интонацией в конце каждой строки, слишком утомительным для публики. Оливье всегда знал цену своему мощному голосу и умел извлечь с его помощью максимальный эффект. Вместе с этим Оливье также развивал технику глаз. Подобно всякому истинному мастеру, Оливье потратил немало сил, чтобы придать глазам самый широкий диапазон выразительности, вобравший в себя ужас в расширенных очах Тита Андроника, коварство в узких щёлочках короля-горбуна, вращающиеся глазные яблоки Отелло, и масленые глазки Шеллоу. Оливье не мог удовлетвориться разнообразными возможностями глаз, предусмотренными природой, и научился расширять и сужать зрачки. Питер Гленвилл отметил, что Оливье достигает исключительного эффекта «чем-то вроде трагической анестезии чувств, когда тоскливо мертвеют его глаза».

## Наследие
В 1963 году Оливье сказал, что, по его мнению, он был рождён быть актёром, но его коллега Питер Устинов с этим не согласился; он заметил, что «хотя великие современники Оливье были явно предопределены для сцены, Ларри мог бы стать выдающимся послом, достойным министром, сомнительным священником. В худшем случае он сыграл бы эти роли лучше, чем их обычно играют». Режиссёр Дэвид Эйлифф согласился, что актёрская игра не была такой инстинктивной для Оливье, как для его великих соперников. Он заметил: «Ральф [Ричардсон] был прирождённым актёром, он не мог перестать быть идеальным актёром; Оливье добился этого благодаря упорному труду и решимости». Американский актёр Уильям Редфилд придерживался аналогичного мнения:
Как ни странно, Лоренс Оливье менее одарён, чем Марлон Брандо. Он ещё менее одарён, чем Ричард Бёртон, Пол Скофилд, Ральф Ричардсон и Джон Гилгуд. Но он по-прежнему остаётся самым выдающимся актёром двадцатого века. Почему? Потому что он хотел им стать. Его достижения обусловлены преданностью делу, эрудицией, практикой, решимостью и смелостью. Он — самый смелый актёр нашего времени.
В некрологе, опубликованном в The Times, Бернард Левин написал: «Что мы потеряли с Лоренсом Оливье, так это славу. Он отражал её в своих величайших ролях; он действительно ходил, облачённый в неё — вы могли практически видеть, как она сияет вокруг него, словно нимб. Никто и никогда не сыграет тех ролей, которые он играл, как он их играл; никто не заменит того великолепия, которое он подарил родной земле своей гениальностью». Биллингтон писал:
Оливье возвысил актёрское искусство в двадцатом веке, главным образом, подавляющей силой своего примера. Подобно Дэвиду Гаррику, Эдмунду Кину и Генри Ирвингу до него, он придавал актёрскому искусству чарующую силу и возбуждение, так что в любом театре мира зрители многого ждали от вечера с Оливье и уходили в темноту, немного больше осознавая себя и с потусторонним ощущением экстаза. Это, в конечном счёте, и было истинной мерой его величия.
Сравнивая Оливье и других ведущих актёров его поколения, Устинов писал: «Конечно, напрасно говорить о том, кто является, а кто не является величайшим актёром. Просто нет такого понятия, как величайший актёр, художник или композитор». Тем не менее некоторые киноактёры, такие как Спенсер Трейси, Хамфри Богарт и Лорен Бэколл, считали Оливье лучшим из своих коллег. Питер Холл, хотя и признавал Оливье главой театральной профессии, считал Ричардсона более великим актёром. По словам Холла, Оливье претендовал на театральное величие не только как актёр, но и как «главный человек театра нашего времени», как основоположник британского Национального театра. Как отметил Брэгг, «никто не сомневается, что Национальный театр является, по всей видимости, его самым долговечным памятником».
После смерти Оливье Гилгуд сказал: «Он следовал театральной традиции Кина и Ирвинга. Он уважал традиции в театре, но при этом с большим удовольствием нарушал их, что и делало его таким уникальным. Он был одарённым, блестящим и одной из великих противоречивых фигур нашего времени в театре, что является достоинством, а вовсе не пороком».